# غلوكونات الحديد الثنائي
 غلوكونات الحديد الثنائي مركب كيميائي له الصيغة C12H24FeO14، ويكون على شكل صلب ذي لون أخضر، له رائحة حلوة، وهو ملح الحديد الثنائي لحمض الغلوكونيك.

## الاستخدامات
- يستخدم غلوكونات الحديد الثنائي من أجل تعويض نقص الحديد في الجسم في فقر الدم بعوز الحديد، ويسوق تحت أسماء تجارية عدة مثل Fergon (فيرغون) وFerralet (فيراليت) وSimron (سيمرون).[3]
- يستعمل كمضاف غذائي من أجل إعطاء اللون الأسود للزيتون الأخضر (تسويد الزيتون).[4] يمكن تمييز الزيتون المسود صناعياً من البذرة حيث يبقى لونها أخضر. يحمل غلوكونات الحديد الثنائي رقم الإي E 579.